# Richard Marckhl
Richard Marckhl (10. května 1861 Brežice – 27. dubna 1939 Vídeň) byl rakouský politik, na počátku 20. století poslanec Říšské rady.

## Biografie
Vychodil národní školu, reálné gymnázium a vyšší reálné gymázium. Vystudoval práva. V roce 1883 vstoupil do soudní služby. V roce 1890 se stal soudním adjunktem, roku 1897 soudním tajemníkem a roku 1905 radou zemského soudu v Klagenfurtu. Později dosáhl funkce rady vrchního zemského soudu. Angažoval se v politice jako člen německých politických stran.
Na počátku 20. století se zapojil i do celostátní politiky. Ve volbách do Říšské rady roku 1907, konaných poprvé podle všeobecného a rovného volebního práva, získal mandát v Říšské radě (celostátní zákonodárný sbor) za obvod Štýrsko 11. Usedl do poslanecké frakce Německý národní svaz, do které se sloučily německé konzervativně-liberální a nacionální politické proudy. Mandát obhájil za týž obvod ve volbách do Říšské rady roku 1911. Ve vídeňském parlamentu setrval až do zániku monarchie. K roku 1911 se profesně uvádí jako rada vrchního zemského soudu.
V letech 1918–1919 zasedal jako poslanec Provizorního národního shromáždění Německého Rakouska (Provisorische Nationalversammlung), nyní za Německou nacionální stranu (DnP). Kromě toho byl od 5. listopadu 1918 do 15. března 1919 státním podtajemníkem na rakouském ministerstvu vnitra.